# Sambiroto (Sooko)
Sambiroto is een bestuurslaag in het regentschap Mojokerto van de provincie Oost-Java, Indonesië. Sambiroto telt 3405 inwoners (volkstelling 2010).